# Platypalpus sejunctus
Platypalpus sejunctus är en tvåvingeart som först beskrevs av Collin 1949.  Platypalpus sejunctus ingår i släktet Platypalpus och familjen puckeldansflugor. Inga underarter finns listade i Catalogue of Life.